# کلابی
کلابی (به انگلیسی: Klubi) یک برند سیگار ایجاد شده در فنلاند است؛ که توسط Rettig Group Oy Ab تولید می‌شده است. این برند در سال ۱۹۰۱ پایه‌گذاری گردید.
تولید سیگارهای این برند از سال اواسط دهه ۲۰۰۰ متوقف شده‌است.